# Fritz Gerstl
Friedrich „Fritz“ Gerstl (* 16. Mai 1923 in Außernzell in Niederbayern; † 21. August 2014 in Passau) war ein deutscher SPD-Politiker und Landrat des Landkreises Passau sowie Mitglied des Deutschen Bundestages.

## Leben
Nach Berufs- und Eisenbahnfachschule und zwei Jahren als Anlerner bei der Reichsbahn absolvierte Friedrich Gerstl von 1942 bis 1945 seinen Kriegsdienst, zuletzt als Unteroffizier. 1945 kam er in amerikanische Gefangenschaft. 1945 wurde er Bundesbahngehilfe. Bis 1960 war er danach Bundesbahnbeamter. Gerstl trat 1955 in die SPD ein. Ab 1968 war er deren Mitglied im bayerischen Landesvorstand. Er war 1952 bis 1964 Gemeinderat und von 1955 bis 1964 ehrenamtlich erster Bürgermeister von Hals (heute Stadtteil von Passau), von 1969 bis 1964 Geschäftsführer der Gewerkschaft der Eisenbahn Deutschland (Ortsverwaltung Passau) und von 1964 bis 1970 Landrat des Landkreises Passau. 1971 wurde er Geschäftsführer und Gesellschafter der Nibelungen Wohnbau-GmbH in Passau-Hals. Von 1972 bis 1987 gehörte Gerstl in der 8. Wahlperiode dem Deutschen Bundestag an und war in dieser Zeit im Verteidigungsausschuss tätig. Er war zudem Geschäftsführer, verheiratet, hatte drei Kinder und lebte in Passau-Hals.

## Ehrungen
Im Jahr 1983 erhielt er den Bayerischen Verdienstorden, 1985 das Bundesverdienstkreuz 1. Klasse. 1987 wurde ihm der Ehrenring, am 19. Juli 1993 die Ehrenbürgerwürde der Stadt Passau verliehen. Er war zudem Ehrenbürger der Partnerstadt Passaus, Scurcola Marsicana (Italien). Weitere Ehrungen und Auszeichnungen:
- Bayerischer Verdienstorden (1983)
- Bundesverdienstkreuz I. Klasse (1985)
- Bürgermedaille der Stadt Passau (1986)
- Ehrenring der Stadt Passau (1987)
- Ehrenring des Landkreises Passau (1987)
- Kommunale Verdienstmedaille in Silber (1988)
- Ehrenbürger der Stadt Passau (1993)
- Ehrenbürger von Scurcola Marsicana, Italien (1995)

Sein Name steht auf dem Ehrenmal der Stadt Passau auf dem Innstadtfriedhof.